# Chambersburg (Pensylwania)

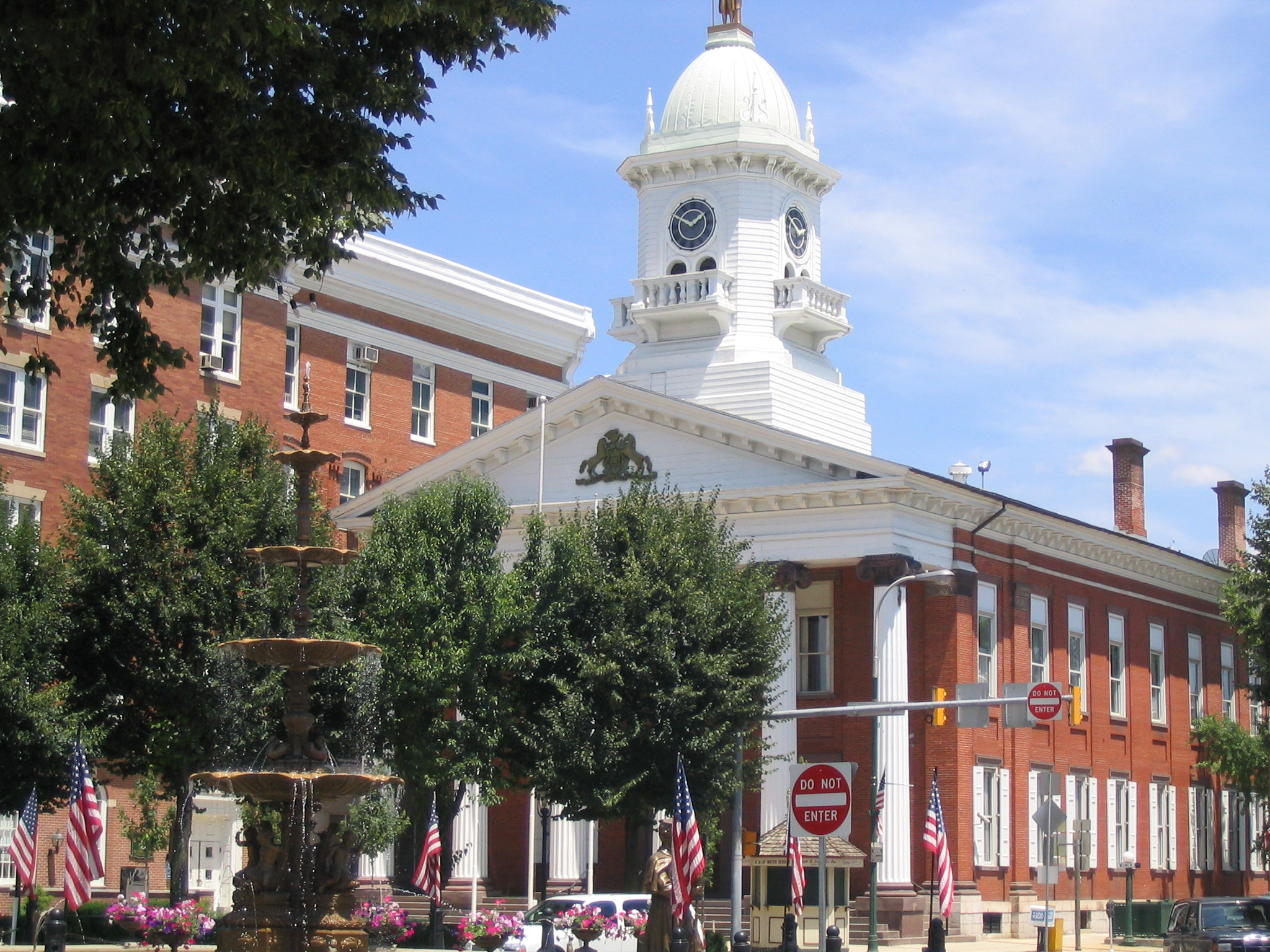
Plac Memorial Square w centrum Chambersburgu.

Chambersburg – amerykańskie miasto w południowej części Pensylwanii.
Miasto położone jest 21 km na północ od Marylandu i linii Masona-Dixona i 84 km na południowy wschód od Harrisburgu. Miasto jest stolicą hrabstwa Franklin. W 2010 roku jego populacja wynosiła 20 268 mieszkańców.
Początki osadnictwa w mieście sięgają roku 1730, kiedy to na rzekach Conococheague Creek oraz Falling Spring Creek płynących dziś przez centrum miasta, wybudowano wiatraki wodne. Chambersburg był jedynym większym miastem Unii, spalonym przez Konfederatów podczas wojny secesyjnej.
Chambersburg leży przy Lincoln Highway łączącą Nowy Jork z San Francisco.